# Romano Mairano
Romano Mairano (fl. XII secolo) è stato un mercante italiano.
Attivo nel XII secolo soprattutto in Oriente, è una figura di grande valore storiografico per ricostruire l'andamento del commercio veneziano del tempo.

## Biografia
Vissuto in un'epoca in cui a Venezia non era consuetudine tenere dei registri degli atti notarili (diversamente da Genova, dove infatti abbiamo informazioni molto più precise), le notizie attorno a Romano Mairano ci sono note grazie a un caso fortuito: l'ultima sua discendente era infatti monaca a San Zaccaria e depositò le carte di famiglia nell'archivio del monastero.
Di origini molto umili, pare sia stato il primo dei suoi parenti ad occuparsi di commerci. Non si interessò mai di politica e le due donne che sposò nel corso della sua vita non provenivano da famiglie patrizie (dalla prima moglie ricevette in dote solo suppellettili domestiche). Si trattava dunque di un homo novus, ben lontano da quelle famiglie mercantili della generazione precedente, come gli Ziani e i Mastropiero, che, dopo aver accumulato grandi ricchezze, erano riuscite a trovare un posto di primo piano anche nella vita pubblica.
Nel 1150 aveva ricevuto un prestito, che saldò, ma non ci è dato sapere se fosse in qualche modo legato ai suoi affari. Dopo il primo matrimonio nel 1152, si trasferì con il fratello Samuele nell'Impero Bizantino, ponendo la propria sede a Costantinopoli. Inizialmente i guadagni furono limitati: trattava una scarsa quantità di merci, frequentando solo i mercati della capitale, della Grecia (Sparta e Almiro) e dell'Asia Minore (Smirne). È chiaro, quindi, che in questo momento era ancora escluso dai grandi traffici che si svolgevano tra Bisanzio e Venezia.
Nel periodo successivo consolidò la propria presenza a Costantinopoli, impegnandosi nell'acquisto di terreni. Nel 1158 disattese l'ordine, rivolto a tutti i Veneziani, di rientrare per combattere la guerra contro Zara; fu condannato a pagare una multa, ma non si spostò da Bisanzio.
A partire dal 1161, trascorso ormai un decennio dal suo arrivo a Costantinopoli, le sue fortune cominciarono a cambiare. Grazie a quanto aveva fino ad allora accumulato, iniziò ad allargare il proprio raggio d'azione, non solo entro i confini dell'Impero Bizantino (Creta, Tessaglia), ma anche negli Stati crociati (Tiro, Acri, Antiochia) e ad Alessandria d'Egitto. I successi conseguiti - si citano le 50 000 libbre di ferro inviate ai templari - gli permisero, nel 1163, di tornare a Venezia per acquistare una propria nave. Da questo momento e fino alla fine dei suoi giorni Mairano lo si ritrova a bordo della propria imbarcazione in qualità di nauclerus ("nocchiero"), che ogni cinque o sei anni veniva sostituita da una nuova. Talvolta Mairano ne è il solo possessore ma più spesso ne era comproprietario, visto che all'epoca le navi mercantili veneziani appartenevano solitamente a dei consorzi. Nel 1167 accese otto prestiti per armare una nuova nave che diresse ad Alessandria; i guadagni furono tali che già l'anno successivo poté saldare tutti i debiti.
Nel 1168 concluse una nuova fortunata impresa: in quell'anno le tensioni crescenti con l'Impero Bizantino spinsero il doge ad ordinare il rimpatrio di tutti i veneziani. Mairano speculò su questa vicenda, credendo che gli attriti si sarebbero presto risolti, e nell'ottobre 1169 ottenne dal patriarca di Grado Enrico Dandolo la concessione per sei anni di tutti gli edifici, le bilancia e i pesi e le misure per l'olio, il vino e il miele che il prelato possedeva a Costantinopoli; sostanzialmente, aveva il monopolio dei pesi e delle misure dei veneziani a Bisanzio. In cambio avrebbe inviato ogni anno a Venezia 500 lire veronesi con la muda di primavera. Ancora convinto che la situazione sarebbe mutata, ottenne altri prestiti e finalmente, nel 1170, fu autorizzata la muda autunnale con cui si imbarcò assieme ad altri mercanti.
La sua attività subì un durissimo colpo nel marzo 1171, quando le mai sopite tensioni con i Bizantini raggiunsero il culmine: l'imperatore Manuele I Comneno ordinò l'arresto di tutti i veneziani residenti nell'Impero e il sequestro dei loro beni. Mairano riuscì a fuggire sulla Maiorando (forse il più grande mercantile veneziano attivo a Bisanzio) mettendo in salvo numerosi altri concittadini. Ma gli eventi lo portarono sull'orlo della rovina: non riuscì a saldare il contratto di concessione con il patriarca (per sua fortuna gli fu concessa una dilazione del termine di pagamento) e gli ci vollero dodici anni per saldare tutti i debiti.
Per riprendersi, Mairano spostò i propri interessi altrove: nel 1173 lo si ritrova impegnato sulla rotta di Alessandria e negli anni successivi svolse viaggi regolari anche verso la Terrasanta, spesso su commissione della ricca famiglia Ziani. Nel 1175, dopo che Venezia aveva stipulato un accordo con i Normanni di Sicilia, lo si ritrova a Messina.
Nel 1177-78, assieme ad altri, finanziò una spedizione a Ceuta e Bugia. Si trattava di un'impresa audace, essendo questi porti esclusi dalle tradizionali rotte veneziane, e infatti non diede gli esiti sperati (dovette peraltro vendere la nave che aveva allestito allo scopo), tuttavia dimostra ancora una volta lo spirito di intraprendenza di Mairano. Chiuso l'affare nel 1179, nei dodici anni successivi commerciò esclusivamente con l'Egitto e la Terrasanta. Rinunciò a questi luoghi in seguito alla caduta di Gerusalemme e alla terza crociata, infatti l'ultima sua impresa, nel 1190, lo rivide in rotta verso Costantinopoli dopo un'assenza di quasi vent'anni.
Negli anni successivi la sua attività fu continuata dal figlio Giovanni.